# Ptolemejski Egipat
Ptolemejski Egipat ili Ptolemejsko Kraljevstvo (starogrčki Πτολεμαϊκὴ βασιλεία) je helenistička država koja se obuhvaćala teritorij današnjeg Egipta, a na vrhuncu moći i Levant, dijelove današnje Libije, Male Azije, Arabije i Grčke. 
Ime je dobio po Ptolemeju, makedonskom generalu u vojsci Aleksandra Velikog koji je imenovan guvernerom Egipta nedugo nakon Aleksandrove smrti 323. pr. Kr. Koristeći ratove dijadoha, Ptolemej je stekao de facto nezavisnost i proširio teritorije pod svojom vlašću prije nego što se godine 305. pr. Kr. proglasio kraljem, odnosno nasljednikom drevnih egipatskih faraona. Ptolemej i njegovi nasljednici iz dinastije Ptolemejida su Egipat učinili politički najstabilnijom i jednom od najbogatijih helenističkih država, a glavni grad Aleksandrija je postala najveći grad antičkog svijeta i glavno središte antičke, odnosno zapadne kulture. Kasniji vladari su, zbog uvođenja staroegipatskih tradicija ženidbe s vlastitim sestrama, postali sve slabiji i slabiji dok posljednja kraljica Kleopatra VII. svojim samoubojstvom 30. pr. Kr. nije omogućila Rimljanima da preuzmu vlast i Egipat učine vlastitom provincijom.

## Vanjske poveznice
- Map of Ptolemaic Egypt  Arhivirana inačica izvorne stranice od 24. ožujka 2012. (Wayback Machine)